# Artenay
Artenay település Franciaországban, Loiret megyében. Lakosainak száma 2009 fő (2022. január 1.). Artenay Dambron, Chevilly, Poupry, Bucy-le-Roi, Ruan, Sougy és Trinay községekkel határos.

## Népesség
A település népességének változása:
| Lakosok száma | 1140 | 1124 | 1168 | 1589 | 1945 | 1842 | 1832 | 1890 | 1969 | 2009 |
|               | 1793 | 1806 | 1836 | 1975 | 1999 | 2011 | 2015 | 2017 | 2020 | 2022 |